# St.-Petri-Hospital (Brandenburg an der Havel)

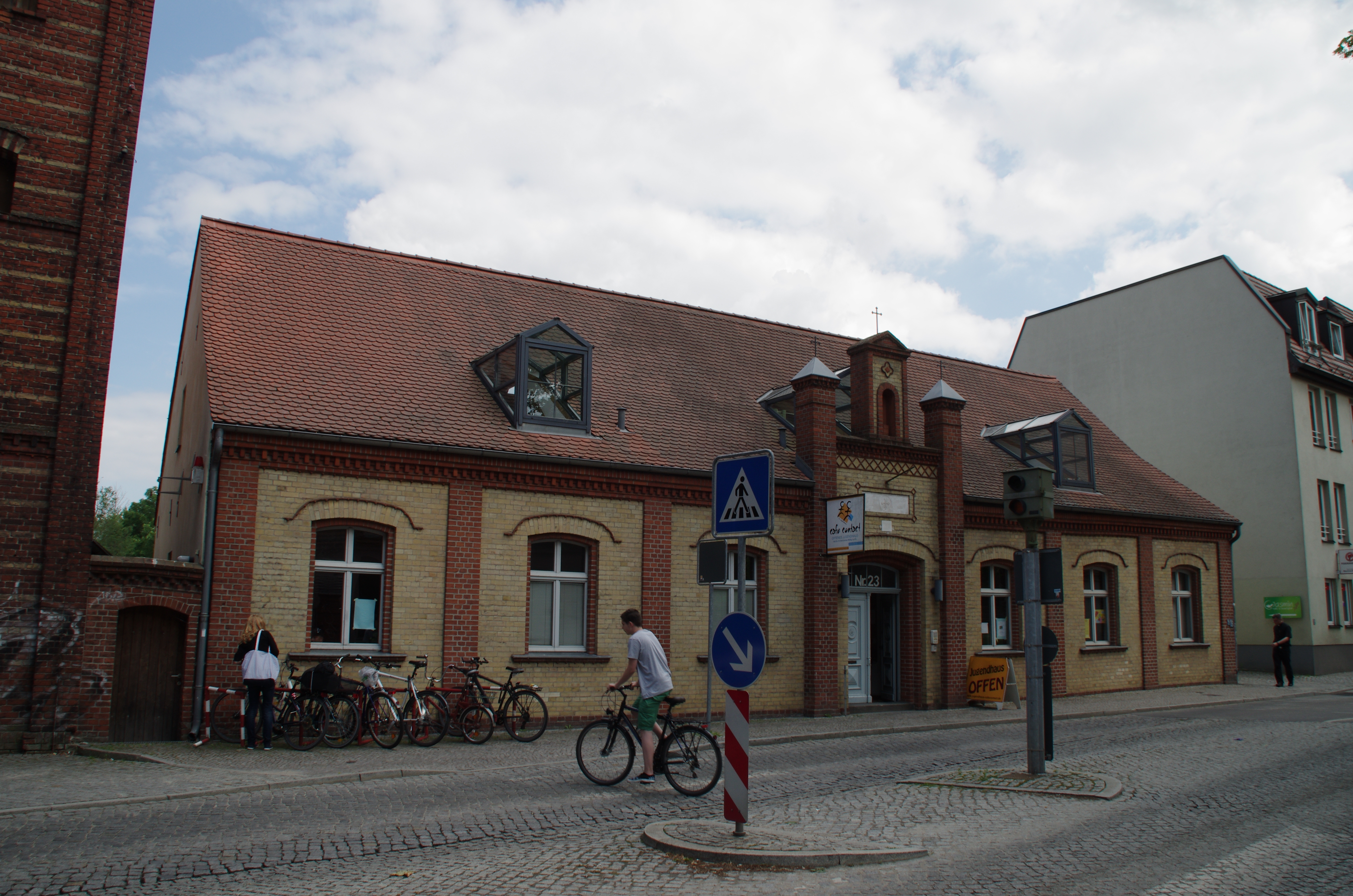
Das ehemalige St.-Petri-Hospital: cafe contact

Das ehemalige Sankt-Petri-Hospital ist ein denkmalgeschütztes Bauwerk auf der Dominsel Brandenburg in Brandenburg an der Havel. Es ist im kirchlichen Besitz und wird vom Evangelischen Kirchenkreis Mittelmark-Brandenburg als Jugendhaus cafe contact genutzt beziehungsweise betrieben. Das Gebäude unter der Adresse Domlinden 23 ist als Baudenkmal ausgewiesen.

## Geschichte
Das St.-Petri-Hospital wurde 1555 in Sichtweite von St. Peter und Paul (Brandenburg an der Havel) als karitative Einrichtung gegründet beziehungsweise eröffnet. 1883 erfolgte ein umfassender Umbau des alten Hauses. Noch bis in die Zeit der DDR diente das Gebäude der Unterbringung alter und bedürftiger Menschen. 1980 etablierte die Evangelische Kirche der Stadt im Haus eine soziale Einrichtung für Menschen verschiedener Herkunft und in schwierigen Lebenssituationen, das cafe contact.
In den ersten Jahren gehörten politisch Oppositionelle, ehemalige Strafgefangene und – für eine kirchliche Einrichtung nicht selbstverständlich – Homosexuellen-Selbsthilfegruppen zum Besucherkreis der soziale Einrichtung. Ihnen wurden Räumlichkeiten zur Verfügung gestellt. Nach der politischen Wende wurde das cafe contact zunächst zu einem sogenannten Jugend- und Arbeitslosen-Centrum, später zum Jugendhaus. Da aufgrund des schlechten baulichen Zustands die Schließung der Einrichtung drohte, wurde das Haus 1993 umfassend restauriert und umgebaut.

## Bauwerk
Das Gebäude ist einstöckig und zur Straße unverputzt. Es wurde mit gelben Klinkern verblendet. Zierelemente sind mit roten Backsteinen gestaltet. Das Haus steht traufständig zur Straße. Zentral befindet sich das Portal in einem Mittelrisalit. Es handelt sich um ein Stufenportal (dreistufig) und ist mit einem Segmentbogen abgeschlossen. Eine schmale und nur leicht vorspringende Überdachung wurde mit Bruchstücken von Dachziegeln geschaffen. Über dieser sind weiße Inschriftensteine mit den Jahreszahlen 1555, 1883 und 1993 und mit dem Wappen des Bistums Brandenburg beziehungsweise des Domstifts eingearbeitet. Der obere der Inschriftensteine ist ebenfalls mit Dachziegelfragmenten umrandet. Der Risalit geht über die Traufe des Hauses hinaus. Seitlich begrenzt wird er von Lisenen, die zinnenartig verlängert sind. Bekrönt ist der Risalit mit einem kleinen Giebel, hinter dem sich eine moderne gläserne Dachgaube befindet.
Seitlich des Portals gibt es beidseits jeweils drei Segmentbogenfenster. Zwischen zwei Fenstern und über Eck gliedern und schmücken Lisenen die Fassade. Das Traufgesims wird von kleinen Konsolen scheinbar getragen. Die giebelseitigen Außenwände sind verputzt und weiß angestrichen. Die Fenster in diesem Bereich sind schmucklose Rechteckfenster. Im Satteldach sind die modernen Giebelgauben in Glas-Stahlbauweise konstruiert. Eingedeckt ist das Dach mit Biberschwänzen.

## cafe contact
Das cafe contact verfügt über mehrere Räumlichkeiten, die verschiedentlich genutzt werden. Im Erdgeschoss existieren Büros, eine Werkstatt, ein Computerraum, Aufenthaltsräume für Gäste, Küche und Toiletten. Im ausgebauten Dachgeschoss befinden sich ein größerer Saal und eine Mitarbeiterwohnung. Mehrere Sozialpädagogen kümmern sich bedarfsweise um die Besucher. Es finden regelmäßige und unregelmäßige Veranstaltungen statt.